# Аколада (музика)

Акколада

Аколада (фр. accolade, дос. «обійми») — пряма або фігурна дужка, яка з'єднує два чи більше нотоносців, на яких пишуться ноти, котрі виконуються одночасно. У залежності від того, грає один інструмент чи різні, може застосовуватися відповідно аколада чи дужка.
| Символ | Назва                   | Використання |
| ------ | ----------------------- | --- |
|        | Фігурна аколада (дужка) | Система двох і більше нотоносців для одноручного або дворучного виконання нотного запису, зазвичай, на одному інструменті, в межах певного діапазону музичних звуків |
|        | Квадратна аколада       | Система двох і більше нотоносців для синхронного виконання нотного запису кількома музичними інструментами                                                           |